# Lucio d'Alessandro
Lucio d'Alessandro (Napoli, 4 aprile 1951) è un sociologo e scrittore italiano, rettore dell'Università degli Studi Suor Orsola Benincasa di Napoli dal 2011.

## Biografia
È Rettore dell'Università degli Studi Suor Orsola Benincasa di Napoli dal 2011, nella quale è anche professore ordinario. Insegna Sociologia del diritto (dipartimento di Scienze giuridiche ed economiche) e Sociologia giuridica (dipartimento di Scienze formative, psicologiche e della comunicazione). Nel 2014 è stato eletto vicepresidente della Conferenza dei Rettori delle Università Italiane, della quale è stato anche Presidente pro tempore nei primi mesi del 2020 in seguito alle dimissioni di Gaetano Manfredi, nominato Ministro dell'università e della ricerca; grazie a ciò, è diventato il primo rettore di un'università non statale a ricoprire tale carica. Cessa dalla carica agli inizi del 2021, venendo sostituito dal Rettore del Campus Bio-Medico e presidente dell'IPE Raffaele Calabrò.
Il 25 febbraio 2021 è stato nominato vicepresidente del Consiglio Nazionale delle Ricerche (CNR).
Coordinatore della Sezione di Sociologia del Diritto dell'Associazione Italiana di Sociologia, ha concentrato la sua attività di studioso soprattutto sull'utilitarismo morale tra Settecento e Ottocento, con attenzione specifica all'opera politica e filosofica di Jeremy Bentham, e sul pensiero di Michel Foucault, di cui ha approfondito la concezione della genealogia del sociale. Si è inoltre occupato del moderno concetto di Università, a partire dal pensiero di Humboldt e Schleiermacher.
Alla produzione scientifica nel settore della sociologia del diritto, ha affiancato la narrativa, in particolare con il romanzo Il medico dei vicoli.
È stato Rettore dell'Università degli Studi del Molise dal 1990 al 1995. Ha vinto il Premio letterario Internazionale Viareggio Rèpaci 2016 ("premio speciale del Presidente per la narrativa") per il romanzo Il dono di Nozze. Romanzo epistolare involontario sui Reali d'Italia scritto nel 1896 da Gabriele D'Annunzio e altri personaggi d'alto affare, edito da Mondadori.

## Opere
- Trilogia di Topolino, illustrazioni di Lello Esposito, Napoli, Guida Editori, 2019, ISBN 978-88-68665-27-2.
- Diritto e società. Per un immaginario della cultura giuridica, Guida Editori, 2018, ISBN 978-88-686-6424-4.
- Il dono di nozze. Romanzo epistolare involontario sui Reali d'Italia scritto nel 1896 da Gabriele D'Annunzio e altri personaggi d'alto affare, Mondadori, 2015, ISBN 9788891806635.
- Il medico dei vicoli, Sperling & Kupfer, 2010, ISBN 978-88-200-4913-3.
- Universitas, exodus, communitas, Napoli: Pubblicazioni Universitarie (Università degli Studî Suor Orsola Benincasa), 2011 ISBN 978-88-96055-35-9.
- Decisione del legislatore e interpretazione del giudice. Genealogia di un'utopia permanente, Napoli: Università degli Studi Suor Orsola Benincasa, 2009 ISBN 978-88-96055-38-0.
- Foucault. Lieux d'une permanence, l'Harmattan, Parigi, 1998.
- Comunità politica e pena di morte. Note su Vittorio Imbriani, Napoli: Guida, 1990 ISBN 88-7835-064-8.
- Pasquale Stanislao Mancini e l'eredità del Riformismo meridionale, Napoli, 1988.
- Giustizia e legge nel Critone. Note su recenti interpretazioni platoniche, Napoli, Pubblicazioni Istituto Italiano per gli Studi Filosofici, 1984.
- La «riabilitazione della filosofia pratica» in Germania e la ripresa della topica di Giambattista Vico, Napoli: Pubblicazioni Istituto Italiano per gli Studi Filosofici, 1984.
- Per una genealogia del sociale. Saggio su Michel Foucault, Napoli: La Buona Stampa, 1984.
- Stato e Università nel pensiero di Schleiermacher, Napoli: Pubblicazioni dell'Istituto Universitario di Magistero, 1984.
- Potere e scena barocca, Napoli, La Buona Stampa, 1983.
- Utilitarismo morale e scienza della legislazione. Studio di Jeremy Bentham, Napoli: Guida, 1981.